# Unite
Unite er et dansk boyband, der udkom med deres debutalbum den 16. oktober 2006 på pladeselskabet Universal. Albummet blev produceret af Lars Quang, som bl.a. har produceret for C21.
Unite består af Laurie (Henrik Christian Abut Lauritsen), Isaac (Isaac Kasule), J.B. (Jesper Bloch) og Salar (Salar Walid). De fire bandmedlemmer kommer fra fire forskellige verdenshjørner. Laurie er katolik, og har en fillippinsk mor og en dansk far. Lauries rigtige navn er Henrik og begyndte at synge efter han vandt i en karaoke-konkurrence i 10. klasse. Isaacs morfar var Ugandas ambassadør i Danmark. J.B er dansk, og hans far var medlem af et rockband der turnerede Danmark tyndt i 80'erne. Salar er født i Prag, men har irakiske forældre.
Bandet slog igennem med hitsinglerne "Don't Fight It" og "Butterfly", som der blev optaget musikvideoer til i Cuba. Siden hen har bandet været med i det danske Dansk Melodi Grand Prix 2008, hvor de endte på en 2. plads med sangen "Tree Of Life".

## Diskografi

### Albums
- 2006 Unite

### Singler
- 2006 "Still Not Over You"
- "Don't Fight It"
- "Butterfly"
- 2008 "Tree Of Life"